# Cròmbec cellablanc
El cròmbec cellablanc (Sylvietta leucophrys) és un ocell de la família dels macrosfènids (Macrosphenidae)..

## Hàbitat i distribució
Habita els boscos de les muntanyes de l'est de la República Democràtica del Congo, Ruanda, Burundi, Uganda, oest i centre de Kenya i oest de Tanzània.

## Taxonomia
La població de les terres altes del nord-est de la República Democràtica del Congo és tractada sovint com una espècie diferent:
- Sylvietta chapini - cròmbec del Lendu[3]